# Sint Maartens fotbollsförbund
Sint Maartens fotbollsförbund, officiellt Sint Maarten Football Federation, är ett specialidrottsförbund som organiserar fotbollen på Sint Maarten.
Förbundet grundades 1986 och blev fullvärdig medlem i Concacaf 2013. Förbundet är inte anslutet till Fifa men använder landskoden SXM i officiella sammanhang. Sint Maartens fotbollsförbund har sitt huvudkontor i staden Philipsburg.